# Martin Beer (Domprediger)
Martin Beer (* 26. Juli 1950; † 2011) war ein deutscher evangelischer Pfarrer und Domprediger am Berliner Dom. Er galt als einflussreicher „Prominentenprediger“ und wurde im Januar 2000 nach Auseinandersetzungen um seinen Alkoholkonsum und seine Homosexualität aus dem Amt des Dompredigers entlassen und auf eine andere Stelle versetzt.

## Leben
Martin Beer wuchs als Sohn eines Pfarrers im Erzgebirge auf. Er studierte an der Universität Greifswald Theologie. Ab 1978 war er als Geistlicher für die Landeskirche Greifswald (später Pommersche Evangelische Kirche) tätig und Pfarrer in Bobbin auf Rügen. Ab Anfang Oktober 1989 war er Domprediger am Berliner Dom, der ehemaligen Schlosskirche Berlins.
Martin Beer galt in den 1990er Jahren als „Prominentenprediger“ und pflegte gute Kontakte in politische und adlige Kreise, besonders zum Haus Hohenzollern. Von Papst Johannes Paul II. wurde er zweimal in Privataudienz empfangen, zu Helmut Kohl und Roman Herzog pflegte er freundschaftliche Kontakte.
Anfang 1998 wurde Martin Beer öffentlich vorgeworfen, dass er während seiner Zeit als Pfarrer in der DDR als inoffizieller Mitarbeiter (IM) der Staatssicherheit unter dem Decknamen „Maria“ geführt wurde. Der Name soll gewählt worden sein, da sich Martin Beer intensiv mit Mariologie beschäftigte. Im Rahmen seiner Diplomarbeit war er zu diesem Thema auch zu einem Studienaufenthalt am Collegium Germanicum in Rom. Ab 1981 wurde Martin Beer als IM-Vorlauf, ab 1983 als IM-Vorgang geführt. Aus der Akte des IM „Maria“ geht zwar hervor, dass Beer wusste, mit wem er sich traf und Gespräche führte. Nicht bekannt war ihm aber offenbar, dass er als IM geführt wurde. Für seine mündlichen Berichte erhielt Beer von der Stasi Geschenke: Geld, Bücher und Spirituosen. 1987 wurde der Vorgang aus Sicherheitsgründen eingestellt, da Beer mit Vorgesetzten über die Gespräche mit der Staatssicherheit gesprochen hatte. Als er 1988 in Bobbin Kontakt zum Presseattaché der britischen Botschaft aufnahm, wurde er selbst einer operativen Personenkontrolle (OPK) der Stasi unterzogen. Als Vorwürfe und Gerüchte über Beers DDR-Vergangenheit in Umlauf gebracht wurden, wurde Beer schon Ostern 1998 vom Dienst als Domprediger suspendiert. Nach der Untersuchung, die im Oktober 1998 abgeschlossen war, durfte Beer wieder im Dom predigen.
Zum Januar 2000 wurde Beer nach einer Reihe von juristischen und innerkirchlichen Auseinandersetzungen von der Evangelischen Kirche der Union (EKU) als Domprediger abgesetzt. Die EKU warf ihm seine Alkoholkrankheit vor, seine Homosexualität und einen sexueller Kontakt mit dem (volljährigen) Sohn eines ihm bekannten Rechtsanwalts. Sie leitete ein Disziplinarverfahren ein, das mit seinem klaren Bekenntnis zu seiner Homosexualität und einem Vergleich endete.
Beer wurde als Seelsorger an das St. Elisabeth-Stift im Stadtteil Prenzlauer Berg versetzt. Im Januar 2000 hielt er seine letzte Predigt als Domprediger.
Im Frühjahr 2011 starb Martin Beer nach längerem Krankenhausaufenthalt in der Charité. Die Trauerrede hielt die Dompredigerin Petra Zimmermann in der Kapelle des Domfriedhofes. Er wurde nach einem Trauergottesdienst im sächsischen Jonsdorf an der Seite seiner Eltern beigesetzt.
Beer war Ehrenmitglied des Berliner Wingolf.